# لاري ألدريش
لاري ألدريش (بالإنجليزية: Larry Aldrich) هو مصمم أزياء أمريكي، ولد في 13 يونيو 1906 في مانهاتن في الولايات المتحدة، وتوفي في 26 أكتوبر 2001 في نيويورك في الولايات المتحدة.